# Horace Hayman Wilson
Horace Hayman Wilson, född den 26 september 1786 i London, den död där 8 maj 1860, var en anglo-indisk ämbetsman och universitetslärare, en av de största sanskritlärda som funnits.
Wilson studerade i början medicin och kemi, blev 1808 läkare i Ostindiska kompaniets tjänst, fick därefter anställning vid myntet i Calcutta och blev 1811 sekreterare i "The asiatic society of Bengal". År 1820 begav han sig till Benares med uppdrag att återuppliva universitetet, framför allt att söka ge fart åt sanskritstudiet där. 1832 återvände han till England, där han s.å. blev professor i sanskrit (förste innehavaren av den s.k. "Boden chair") i Oxford och, efter Wilkins död, bibliotekarie vid East India house. Liksom han under sin vistelse i Indien varit en av de kraftigaste befordrarna av The asiatic societys publikationer, blev han efter hemkomsten själen i "The royal asiatic society of Great Britain and Ireland", vars direktör han blev efter Henry Thomas Colebrooke 1837.
Av de tre stora grundläggarna av sanskritfilologin (de båda andra är sir William Jones och Colebrooke) är Wilson den, som kvantitativt hann utföra mest, och den, som i det hela kom att få det största inflytandet. Hans många och omfattande arbeten rör sig på nästan alla fält av indologin (med undantag av det rent språkvetenskapliga). Wilsons första arbete på sanskritområdet är Kalidasas "Maghadata" (med engelska översättningen 1813; 3:e upplagan 1867). Därnäst kommer hans för sin tid kanske mest epokgörande verk. Dictionary in sanskrit and english (1819; grundat på material, som hopsamlats av infödda lärda, med förord om indisk lexikografi; 3:e upplagan föranstaltad av indiska lexikografer, 1874, och en annan dito, Benares, 1870; den på basis av detta lexikon enormt anlagda bearbetningen av Goldstücker, London, Berlin 1856 o.f., hann aldrig utöver bokstaven A). 
Wilsons "Dictionary" var ända till Böhtlingk-Roths Petersburgsordbok huvudarbetet på det lexikaliska området inom sanskrit. Ett annat epokgörande arbete var Select specimens of the theatre of the hindus (3 band. 1826-1827, flera uppl.; mest känt i den tyska översättningen av O.L.B. Wolff), som innehåller översättningar, analyser och en inledning om det indiska dramat. Hans tredje stora huvudarbets är översättningen av Vishnu-Purana, a system of hindu mythology and tradition etc. (1840). Vidare märks An introduction to the grammar of the sanskrit language (1841; 2:a uppl. 1847), hans edition av Dachakumara-carita (1845; 2:a berättelsen, "Apa-haravarmans äventyr" är översättning till svenska av A.Z. Collin i Lunds universitets årsskrift, IV; den 6:e "Mitraguptas äventyr" av Charpentier i "Ur Indiens klassiska litteratur", 1920) samt översättningen av Rigveda (I-V, 1850-89). 
På det historisk-arkeologiska (paleografisk-epigrafiska) området utvecklade Wilson rik vetenskaplig verksamhet. Han utgav Descriptive catalogue of the oriental manuscripts etc. collected by the late lieutenant-colonel Colin Mackenzie 1828; 2:a upplagan 1882), Historical sketch of the kingdom of Pandya (1836), Ariana antiqua, a descriptive account of the antiquities and coins of Afghanistan (1841), History of British India from 1805 to 1835 (1844-1848), Glossary of judicial and revenue terms in official documents relating to the administration of the government of British India (1855), Medical and surgical sciences of the hindus (1823), Hindu fiction (1825), Account of the religions sects of the hindus, their history, doctrines and practices (1828-32) med flera arbeten, av vilka åtskilliga ingår i tidskrifter (bland andra "Asiatic researches" och "Calcutta quarterly"). 
I "Journal of the Royal asiatic society" träffas bland annat Civil and religions institutions of the sikhs, Religìous festivals of the hindus (1848) samt flera epigrafiska avhandlingar, bland vilka den viktigaste är On the rock inscriptions of Kapurdigiri, Dhauli, and Girnar (i band XII). Wilsons mest betydande verk är samlade i Works of the late H.H. Wilson (1862-77), innehållande alla hans "Essays" och en ny upplaga av hans ovan nämnda översättning av "Vishnu Purana" med index, ombesörjd av R. Rost. Fullständig förteckning av hans skrifter i Annual report of the Royal asiatic society (1860). Hans storartade samlingar av sanskritmanuskript är förvarade i Bodleianska biblioteket i Oxford och katalogiserade av Aufrecht.